# Шаймерденов, Сафуан
Сафуан Шаймерденов (15 апреля 1922, с. Амангельды, Петропавловский уезд, Киргизская АССР, РСФСР — 23 февраля 2007, Алматы, Казахстан) — казахский писатель. Народный писатель Республики Казахстан (1992).

## Биография
Родился 15 апреля 1922 года в селе Амангельды Петропавловского уезда Киргизская АССР (ныне — Жамбылский район, Северо-Казахстанская область, Казахстан).
После окончания средней школы работал учителем и секретарём Пресновского районного комитета комсомола. В 1943—1945 гг — в редакции областной газеты «Ленин туы».
В 1945 г. поступил в Казахский государственный университет на филологический факультет, который с отличием окончил в 1950 году и продолжил трудовую деятельность, работая корреспондентом республиканской молодёжной газеты в Карагандинской области. В 1952 г. С. Шаймерденов сначала возглавлял отдел журнала «Әдебиет және искусство», затем в журнале «Мәдениет және тұрмыс», конечно же, не забывая о творческой работе. Далее была должность заведующего секцией прозы Союза писателей Казахстана. В середине 50-х годов находился на посту главного редактора газеты «Қазақ әдебиеті», также избирался секретарём Правления Союза писателей Казахстана. В 1970—1975 гг. возглавлял репертуарную коллегию Министерства культуры КазССР. С 1976 года перешёл на творческую работу.
Сафуан Шаймерденов один из немногих, кто выступил в защиту казахской молодёжи — участников трагических декабрьских событий 1986 года. Народный писатель не мог остаться в стороне и промолчать. Он проявил гражданское мужество, выступив с яркой и смелой речью, длившейся 38 минут на пленуме Союза писателей Казахстана 23 мая 1987 года. На пленуме присутствовал первый секретарь ЦК КП Казахстана Г. Колбин, которому Сафуан Шаймерденов обратился с острыми вопросами. В этом выступлении были подняты многие проблемы, стоявшие в обществе, не потерявшие актуальности и в современном Казахстане.
Скончался 23 февраля 2007 года в Алматы и похоронен рядом с сыном на кладбище Кенсай в г. Алматы. Там же похоронена супруга Багдат Кользаковна (1926—2021).

## Творчество
В 1950 году впервые выступил в периодической печати республики в жанре коротких рассказов. Первые рассказы молодого писателя были тепло встречены литературной общественностью. В 1953 году вышел в свет его роман «Болашаққа жол» (Дорога в грядущее), который впоследствии был переведен на русский язык под названием «Инеш», который имел огромный успех среди молодежи и поднял начинающего в то время автора на вершину художественной литературы. В произведении впервые в казахской литературе раскрывается тема студенческой жизни послевоенной Алматы. Автор показывает процесс духовного развития молодежи того времени и становления национальной интеллигенции. История взаимоотношений студентов актуальна во все времена.
Далее следует ряд высокохудожественных повестей «Мезгиль» (1962), «Каргаш», «Каргаш» (1965), «Млечный путь» (1969), «Маргау»(Ит ашуы, 1970), «Перелетные птицы» (1974), «Караван ветров», «Гнев», «Плакучая ива» (Мәжнүн тал, 1978), «Следы минувших дней», «Лепешка ржаного хлеба» (Бір таба нан) и «Кто же я», «Литературные волны» (Әдеби толқындар) (1985), «Ладони братьев» (Ағалардың алақаны, 1987), «Нужна большая квартира». Эту произведения переводились на многие языки: на татарский, узбекский, таджикский, немецкий и другие. Сафуан Шаймерденов внес большой вклад в развития жанра казахской повести.
В цикл «Свет жизни» (1970) вошли шесть повестей, объединённые общностью темы и идеи, актуальностью сюжета и содержания, переведенные на ряд языков мира. А постановки по пьесам «Где ты, Зарина?» (Қайдасың Зарина), «Ты моя песнь», «Өкіл әке», «Леп белгісі», «Халала», «Дөкей келе жатыр», «Әсия жағалар», «Қыр гүлі», «Төрт бойдақ, бір қыз», «Шайқақ» и «Түлкі бикеш» неоднократно ставились в казахстанских театрах.
Сафуан Шаймерденов познакомил казахского читателя с произведениями, переведя на казахский язык повестью Льва Толстого «Альберт», повестью белорусского драматурга А. Макаенка «Трибунал», с опереттой «Мадемуазель Нитуш» (в переводе «Түлкі бикеш») французского композитора Флоримона Эрве, на которую было написано либретто драматурга Анри Мельяка, с произведениями Рабиндраната Тагора: «Крушение», «Судья», «Свет и тени», «Золотая Ладья», «Песчинки», «Возвращение Хокабабу», «Приговор», «Далия», «Махамая» («Күйреу», «Гәуірмақан», «Алтын сағым»).

## Награды
- Почётный гражданин г. Петропавловск
- Медаль «За трудовое отличие» (1959) — за выдающиеся заслуги в развитии казахского искусства и литературы и в связи с декадой казахского искусства и литературы в гор. Москве
- Приз по итогам конкурса ВЦСПС и Союза писателей СССР (1974) — за повесть «Перелетные птицы»
- Орден «Знак Почёта» (1982)
- Премия им. Б. Майлина Союза писателей Казахстана
- (1984) — за перевод произведений Р. Тагора
- Государственная премия Казахской ССР имени Абая (1988) — за книги «Ладонь братьев» и «Литературные волны»
- Народный писатель Республики Казахстан (1992)
- Орден Отан (1994)

## Семья
- Супруга: Кользакова Багдат(1926—2021)
- Дети: Жанна (1949—2018), Дана, Саян (1953—2002), Индира

## Память
- На доме, где жил писатель в городе Алматы по улице Мауленова, д. 129, установлена мемориальная доска.
- По решению Правительства Республики Казахстан, в 2015 г. городской классической гимназии в городе Петропавловск было присвоено имя народного писателя Казахстана Сафуана Шаймерденова. Гимназия была построена после обращения народного писателя к Премьер-министру Казахстана в 1994 г. с просьбой реализовать замороженный проект строительства школы.
- Совместным решением маслихата города Астаны от 17 ноября 2022 года № 265/34-VII и постановлением акимата города Астаны от 22 сентября 2022 года № 511-3455, улице с проектным наименование А62 присвоено имя Сафуана Шаймерденова.